# Elecciones estatales de Colima de 1961
Las elecciones estatales de Colima de 1961, en México, se llevaron a cabo el 2 de julio de 1961, simultáneamente con las elecciones federales y en ellas se renovaron los siguientes cargos de elección popular:
- Gobernador de Colima. Titular del Poder Ejecutivo del estado, electo para un periodo de seis años no reelegibles en ningún caso, el candidato electo fue Francisco Velasco Curiel.
- 10 ayuntamientos. Compuestos por un Presidente Municipal y regidores, electos para un periodo de tres años no reelegibles para el periodo inmediato.
- Diputados al Congreso del Estado. Electos por mayoría relativa en cada uno de los Distrito Electorales.

## Resultados electorales

### Gobernador
|  | 19.2 % |

|  | 80.79 % |

|  | 100.00 % |

### Ayuntamientos

#### Municipio de Manzanillo
- Benito Rincón López  Hecho